# Luis Pedro Santamarina
Luis Pedro Santamarina (Abanto Zierbena, 25 juni 1942 - Portugalete, 6 februari 2017) was een Spaans wielrenner.

## Carrière
Santamarina was acht jaar prof van 1965 tot 1972 en reed in die tijd elf grote rondes waarvan hij er tien uitreed en drie etappezeges wist te winnen. Hij won daarnaast nog kleinere rondes en etappes in deze wedstrijden met als uitschieter de zege in de Ronde van het Baskenland.

## Erelijst
1964
- Wereldkampioenschap ploegentijdrit (amateurs)

1965
- Spaans kampioen op de weg (onafhankelijken)
- 5e en 12e etappe Ronde van Groot-Brittannië
- Portugalete

1966
- 4e etappe Ruta del Sol

1967
- GP Vizcaya
- GP Biscaie
- Spaans kampioen op de weg, Elite

1968
- 16e etappe Ronde van Spanje
- 20e etappe Ronde van Italië

1970
- 4e etappe deel a Ronde van Aragon
- Algemeen klassement Ronde van Aragon
- Algemeen klassement Ronde van het Baskenland
- 5e etappe Ronde van Spanje

1972
- 1e etappe Tres Dias de Leganés
- 1e etappe deel a Vuelta a los Valles Mineros
- Algemeen klassement Vuelta a los Valles Mineros

## Resultaten in de voornaamste wedstrijden
| \| Jaar \| Ronde van Italië \| Ronde van Frankrijk \| Ronde van Spanje \| \| ---- \| ---------------- \| ------------------- \| ---------------- \| \| 1966 \| \| 29e \| 23e \| \| 1967 \| \| 49e \| \| \| 1968 \| 16e (1) \| \| 28e (1) \| \| 1969 \| \| opgave \| 22e \| \| 1970 \| \| \| 9e (1) \| \| 1971 \| \| 24e \| 50e \| \| 1972 \| \| \| 27e \|(*) tussen haakjes aantal individuele etappe-overwinningen |                  |                     |                  |
| Jaar | Ronde van Italië | Ronde van Frankrijk | Ronde van Spanje |
| 1966 |                  | 29e                 | 23e              |
| 1967 |                  | 49e                 |                  |
| 1968 | 16e (1)          |                     | 28e (1)          |
| 1969 |                  | opgave              | 22e              |
| 1970 |                  |                     | 9e (1)           |
| 1971 |                  | 24e                 | 50e              |
| 1972 |                  |                     | 27e              |